# Guddad Irabgera, Devadurga
Guddad Irabgera là một làng thuộc tehsil Devadurga, huyện Raichur, bang Karnataka, Ấn Độ.